# Georg Erbkam

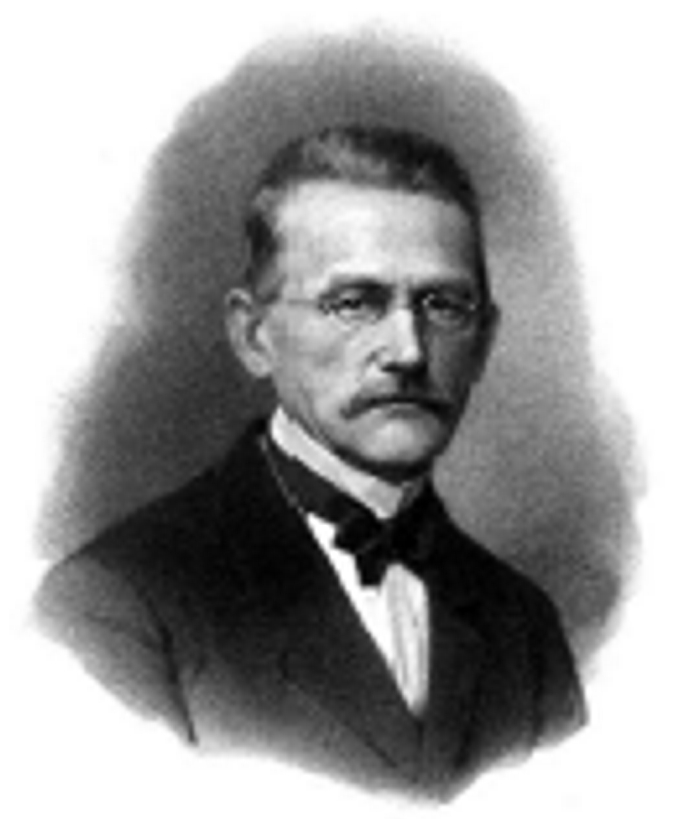
Georg Erbkam

Georg Gustav Erbkam (geboren 29. September 1811 in Glogau; gestorben 3. Februar 1876 in Berlin) war ein deutscher Architekt und Bauforscher, der als preußischer Baubeamter wirkte.

## Werdegang zum Architekten
Georg Gustav Erbkam wurde als jüngster von vier Brüdern in Glogau geboren. Sein Vater war Geheimer Regierungsrat, die Mutter eine Tochter des Oberhofpredigers Sack. Im Jahr 1815 erhielt der Vater eine Berufung nach Berlin und die Familie nahm dort ihren Wohnsitz. Hier besuchte Georg das Friedrich-Wilhelms-Gymnasium. Die Aneignung der an der Schule unterrichteten alten Sprachen (Latein, Griechisch) fiel ihm schwer, dagegen zeigte er Talent zum Zeichnen. So beschloss er auf Rat seines Vaters, seine Laufbahn als Architekt zu nehmen. Zunächst machte er eine Lehre als Feldmesser, die er mit einer Prüfung im Jahr 1831 abschloss. Während er auf diesem Gebiet praktisch tätig war, absolvierte Erbkam zusätzlich einen Zweijahreskurs für Baumeister und eine einjährige Ausbildung für Landbauinspektoren an der Königlichen Allgemeinen Bauschule. Seine Praktika führten ihn zwecks Mitarbeit an Wasserbauten in den Regierungsbezirk Frankfurt (Oder) und zur Mitwirkung an Landbauten unter der Leitung des Stadtbaurats Langerhans. Im Jahr 1836 bestand Georg Erbkam die Vorprüfung als Land- und Wege-Baumeister, 1837 als Landbauinspektor, 1838 als Wasserbauinspector. Nachdem er einen gut bewerteten Entwurf für ein Universitätsgebäude als Abschlussarbeit eingereicht hatte, erhielt er im Juli 1841 den Titel eines Landbauinspektors.

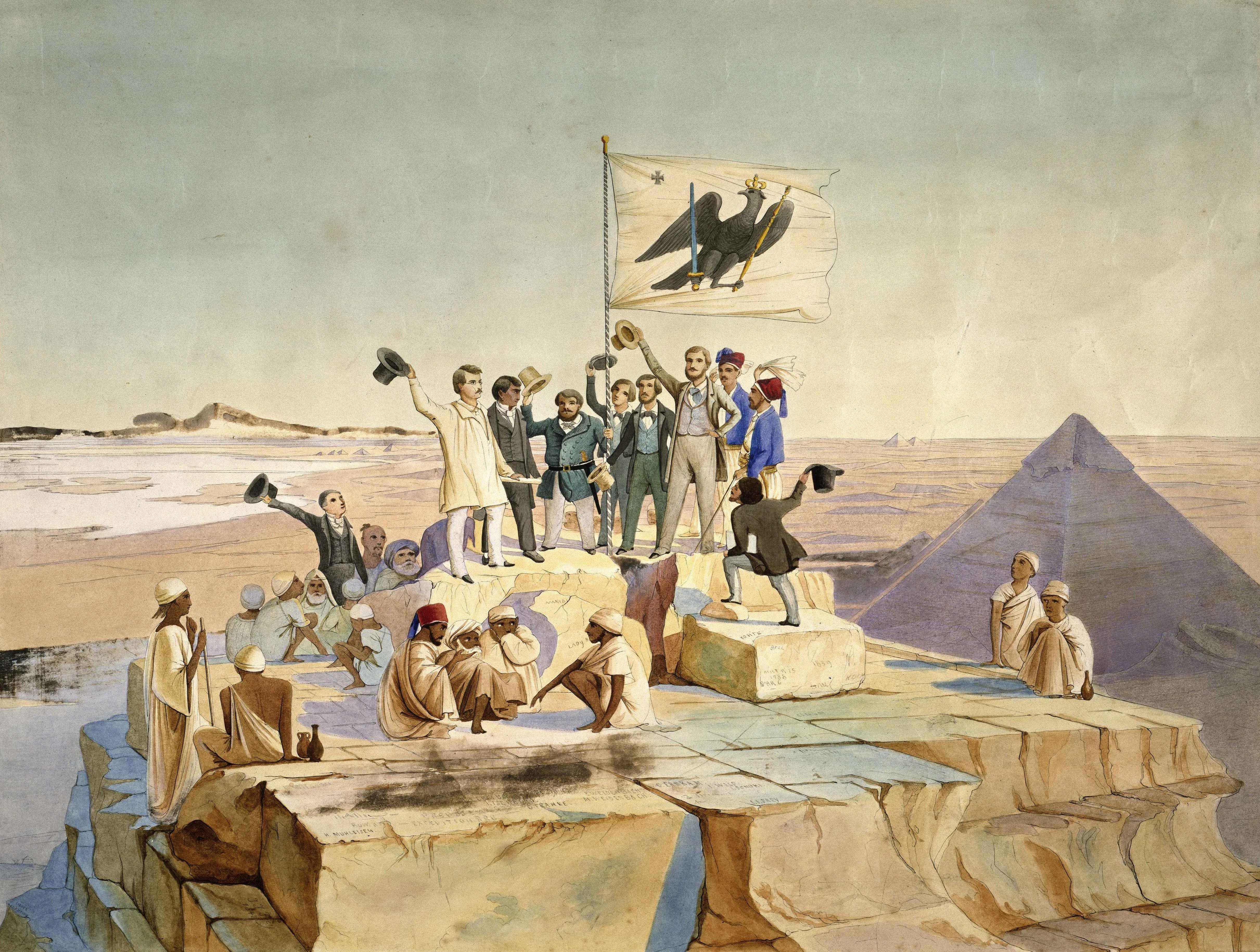
Johann Jakob Frey: Die Lepsius-Expedition hisst die preußische Flagge auf der Cheops-Pyramide am 15. Oktober 1842, dem Geburtstag von Friedrich Wilhelm IV.
(Erbkam als vierter von rechts)

## Erfahrungen in der Altertumsforschung in Ägypten

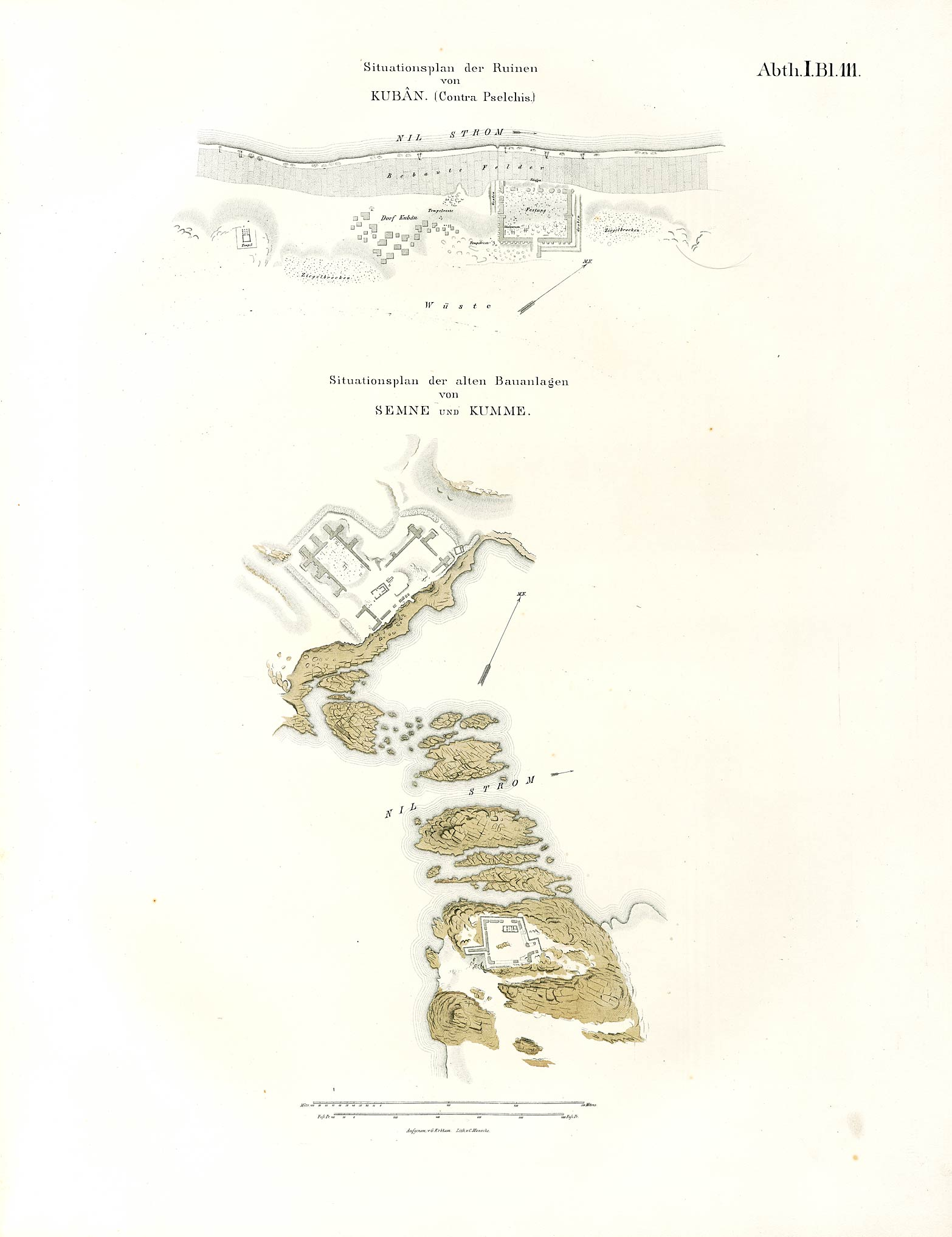
Erbkam: Aufnahme von Quban und Semna

Karl Richard Lepsius lud Erbkam 1842 ein, als Architekt und Geodät an einer vom preußischen Staat finanzierten Expedition nach Ägypten teilzunehmen. Er fungierte als Stellvertreter Lepsius’ und trug den Großteil der organisatorischen Verantwortung. Während der Expedition führte er das Tagebuch, in dem er von 1842 bis 1845 den Ablauf der Arbeiten, die Lebensbedingungen und auch die persönlichen Verhältnisse der Expeditionsteilnehmer aufzeichnete. Seine topografischen Aufnahmen, seine Pläne der Tempel und Gräber setzten Maßstäbe für die Entwicklung der historischen Bauforschung. Er erstellte Pläne für die Pyramidenfelder bei Memphis, des Gebietes von Abu Roasch und Amarna und auch Bauaufnahmen der Pyramiden und Mastabas von Gizeh bis zum Fayum, sowie der Felsengräber von Beni Hasan. Auch die Tempelanlagen von Theben und Karnak wurden von ihm vermessen. Die exakte Aufnahme der altägyptischen Architektur in ihrem landschaftlichen Kontext war weitgehend Erbkams Werk. Für die Publikation der Ergebnisse in Denkmäler aus Ägypten und Äthiopien (1849–1858) fertigte er 81 Tafeln.

## Wirken und Auswahl seiner Werke
Nach seiner Rückkehr strebte Erbkam eine Professur an, wurde aber stattdessen 1846 als Landbaumeister in der dem preußischen Handelsministerium angegliederten zentralen staatlichen Bauverwaltung beschäftigt. Er arbeitete dort mit dem Architekten Friedrich August Stüler im Ressort Kirchenbau zusammen. Er wurde zum Bauinspektor für Kirchenbau ernannt und führte in Berlin den Bau der Kirche der Georgengemeinde (1853) und der Markuskirche (1848 bis 1855) aus. Im Jahr 1851 übernahm er die Redaktion der Zeitschrift für Bauwesen, 1860 wurde er Schriftführer des Vereins für religiöse Kunst in der evangelischen Kirche. Nach eigenen Entwürfen entstanden sein eigenes Haus in der Eichhornstraße, die Golgathakapelle in der Borsigstraße, ferner die Kirche in Glienicke/Nordbahn und 1867 die evangelische Kirche in Alexandria. Ab 1865 bis zu seinem Tode errichtete er zusammen mit Johann Heinrich Strack die Nationalgalerie nach den Entwürfen von Stüler. Von ihm stammten auch die Pläne zum Bau der neuen evangelischen Kirche im Dorf Lüben im Landkreis Deutsch Krone im Jahr 1875, die am 2. Juli 1876 eingeweiht wurde.   Kurz vor seinem Tod erhielt er die Ernennung zum Geheimen Regierungsrat.

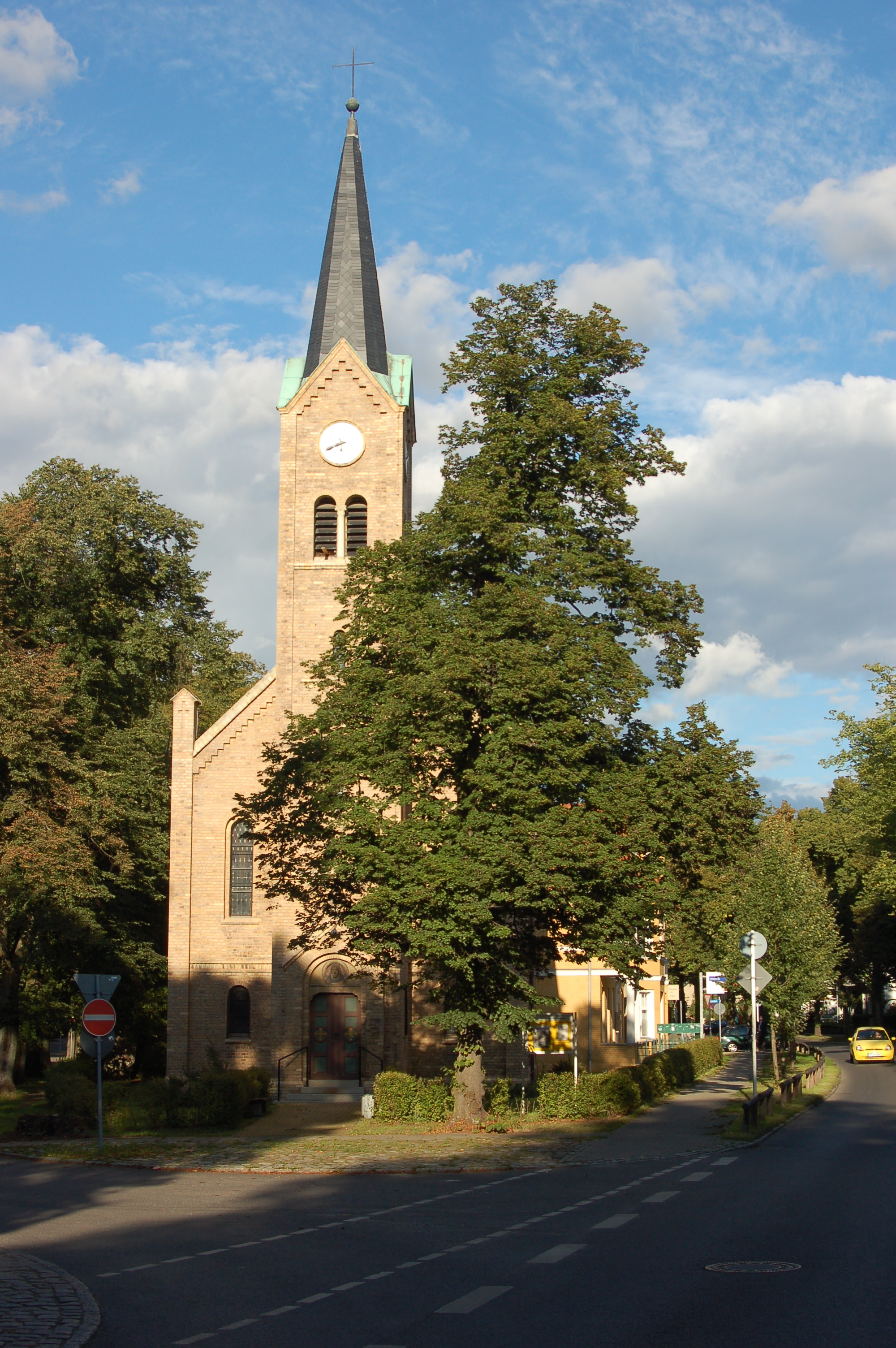
Dorfkirche in Glienicke/Nordbahn
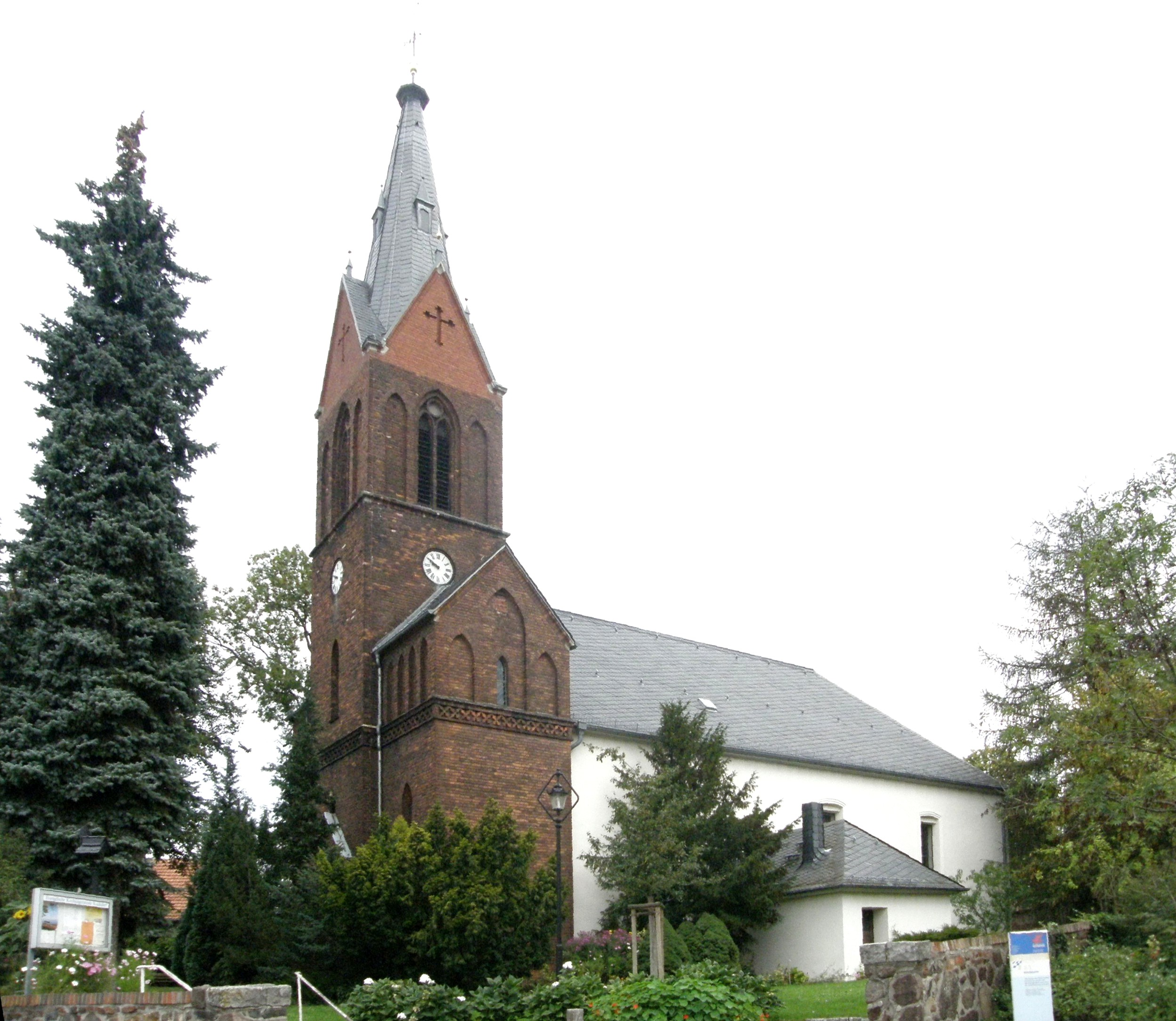
Turm der Dorfkirche Kaulsdorf
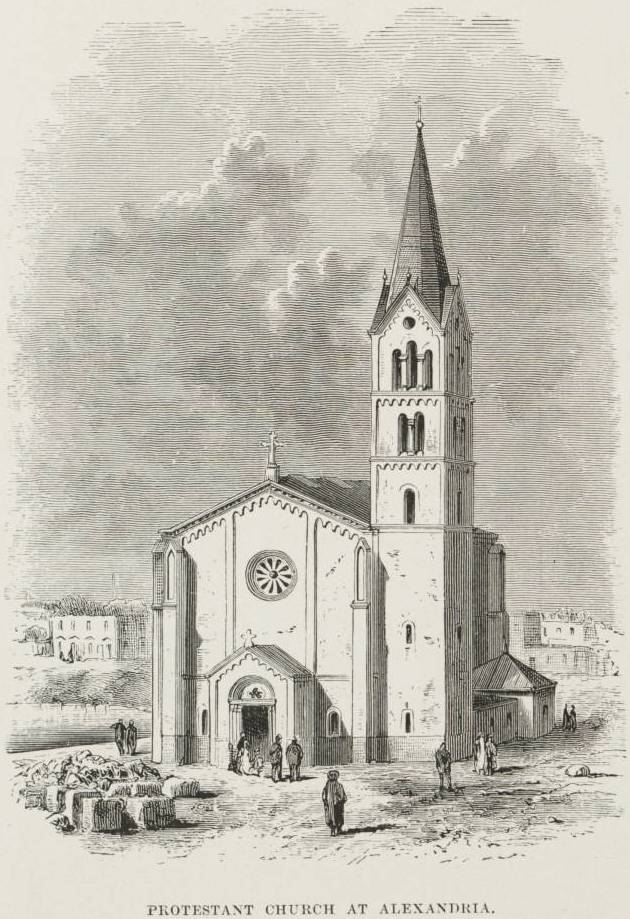
Evangelische Kirche in Alexandria (in einer Darstellung von 1878)
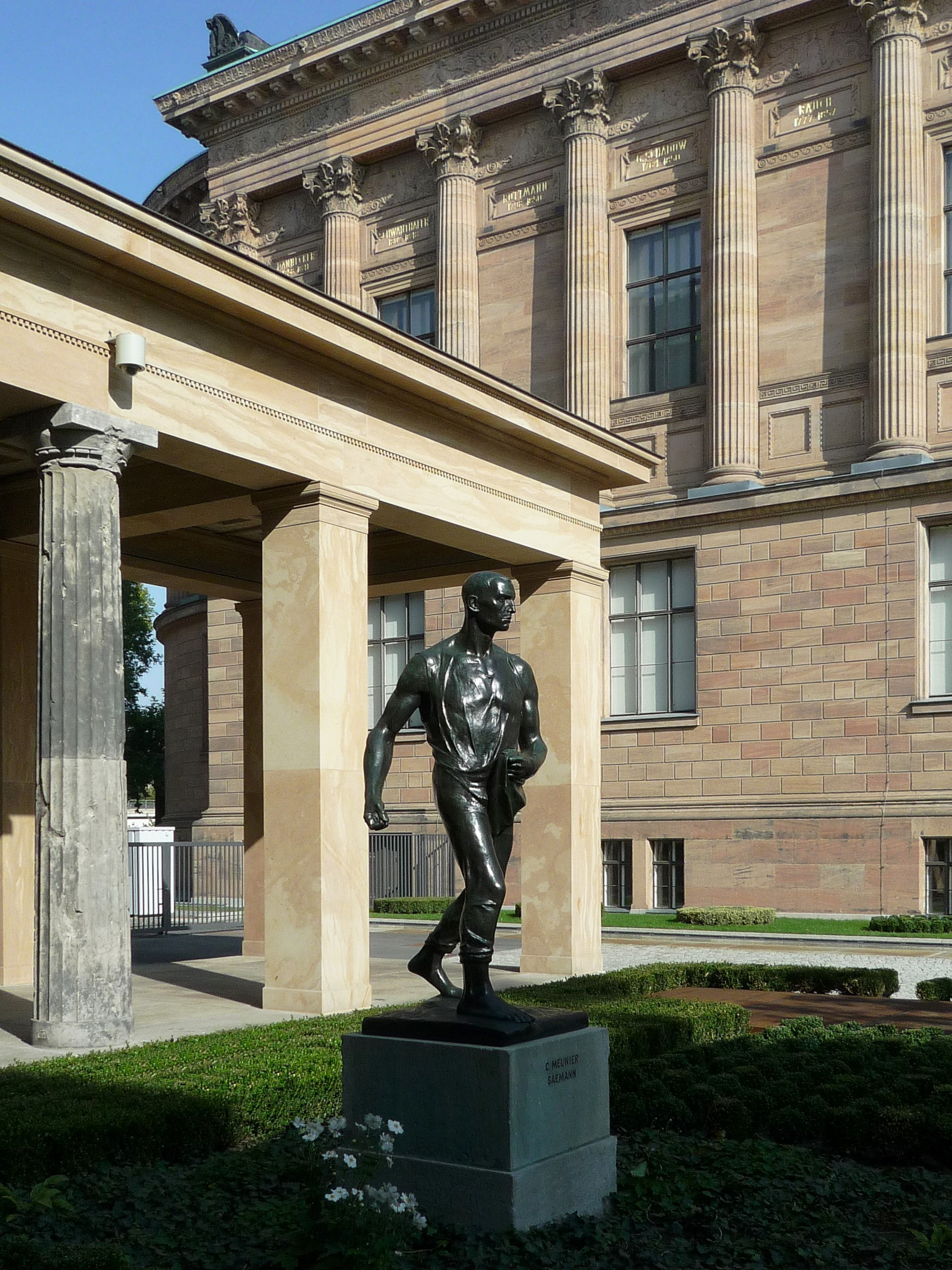
Kolonnadenhof und Nationalgalerie